# Consonant uvular
Una consonant uvular (o simplement uvular en l'àmbit de la fonètica) és aquella consonant que s'articula amb la llengua cap enrere, tocant o aproximant-se a l'úvula. Els sons uvulars es donen sobretot en llengües d'Àfrica, el Caucas i Nord-amèrica i poden ser de pronunciació oclusiva, fricativa, nasal o aproximant, a banda d'alguns fonemens que presenten rotacisme.
Els sons uvulars en transcripció AFI són: 
- [q] oclusiva uvular sorda (lletra q)
- [G] oclusiva uvular sonora (lletra G versaleta)
- [N] nasal uvular (lletra N versaleta)
- [X] fricativa uvular sorda (lletra khi grega minúscula), el so uvular més freqüent
- [ʁ] fricativa uvular sonora (símbol invertit de lletra R versaleta)
- [ʀ] vibrant uvular sonora (lletra R versaleta), la típica erra del francès